# Anaphorinia aurata
Anaphorinia aurata är en tvåvingeart som beskrevs av Townsend 1927. Anaphorinia aurata ingår i släktet Anaphorinia och familjen parasitflugor. Inga underarter finns listade i Catalogue of Life.